# Norma Doggett
Norma Doggett (3 de agosto de 1925, Chicago (Illinois) - 4 de mayo de 2020, Forest Hills (Nueva York)) fue una bailarina y actriz estadounidense mundialmente conocida por ser una de las novias de la película Siete novias para siete hermanos.
Doggett comenzó su carrera como bailarina, actuando en el conjunto del Chez Paree Club en Chicago. Más tarde trabajó en el Blackhawk Club.
Los trabajos de Doggett en Broadway incluyeron Magdalena (1948), All for Love (1949), Miss Liberty (1949), Wish You Were Here (1952),  Fanny (1954) y Bells Are Ringing (1956).
Su única película registrada es la ya nombrada Siete novias para siete hermanos (1954).